# Autonomna Sovjetska Socijalistička Republika Nahičevan
Autonomna Sovjetska Socijalistička Republika Nahičevan (azb. Нахчыван Мухтар Совет Сосjалист Республикасы; ar. Նախիշեվան ԱՍՍՀ), autonomna republika unutar Azerbajdžanske SSR, SSSR.